# Peleteria qutu
Peleteria qutu là một loài ruồi trong họ Tachinidae.